# Tonkatsu DJ Agetarō
Tonkatsu DJ Agetarō (とんかつDJアゲ太郎?) è un manga scritto da Iipyao e disegnato da Yūjirō Koyama, serializzato sulla webzine Shonen Jump+ di Shūeisha dal 22 settembre 2014. Un adattamento anime, prodotto dallo Studio Deen, è stato trasmesso in Giappone tra il 10 aprile e il 26 giugno 2016.

## Personaggi
Agetarō Katsumata (勝又 揚太郎?, Katsumata Agetarō)
Doppiato da: Daiki Yamashita
Agesaku Katsumata (勝又 揚作?, Katsumata Agesaku)
Doppiato da: Kōji Ishii
DJ Big Master Fly (DJビッグマスターフライ?, DJ Biggu Masutā Furai)
Doppiato da: Chafūrin
Shūgo Oshibori (忍堀 修吾?, Oshibori Shūgo)
Doppiato da: Kenjirō Tsuda
Gorō Mizokuro (溝黒 悟朗?, Mizokuro Gorō)
Doppiato da: Takashi Matsuyama
DJ Oily (DJオイリー?, DJ Oirī)
Doppiato da: Keiji Fujiwara
Sonoko Hattori (服部 苑子?, Hattori Sonoko)
Doppiata da: Mao Ichimichi